# ネットボール世界選手権
ネットボール・ワールドカップ（Netball World Cup）とはワールドネットボールにより1963年から4年に1度開催されるネットボールの世界選手権である。これまではオーストラリアとニュージーランドが優勝を分け合っている。前回チャンピオンはオーストラリア。

## 歴代結果
| 回数   | 年     | 優勝                                                               | 準優勝                                                             | 3位                                                                | 会場                                       |
| ------ | ------ | ------------------------------------------------------------------ | ------------------------------------------------------------------ | ------------------------------------------------------------------ | ------------------------------------------ |
| 第1回  | 1963年 | オーストラリア                                                     | ニュージーランド                                                   | イングランド                                                       | イーストボーン（イングランド）             |
| 第2回  | 1967年 | ニュージーランド                                                   | オーストラリア                                                     | 南アフリカ                                                         | パース（オーストラリア）                   |
| 第3回  | 1971年 | オーストラリア                                                     | ニュージーランド                                                   | イングランド                                                       | キングストン（ジャマイカ）                 |
| 第4回  | 1975年 | オーストラリア                                                     | イングランド                                                       | ニュージーランド                                                   | オークランド（ニュージーランド）           |
| 第5回  | 1979年 | オーストラリア、ニュージーランド、トリニダード・トバゴ（同率優勝） | オーストラリア、ニュージーランド、トリニダード・トバゴ（同率優勝） | オーストラリア、ニュージーランド、トリニダード・トバゴ（同率優勝） | ポートオブスペイン（トリニダード・トバゴ） |
| 第6回  | 1983年 | オーストラリア                                                     | ニュージーランド                                                   | トリニダード・トバゴ                                               | シンガポール                               |
| 第7回  | 1987年 | ニュージーランド                                                   | トリニダード・トバゴ                                               | オーストラリア                                                     | グラスゴー（スコットランド）               |
| 第8回  | 1991年 | オーストラリア                                                     | ニュージーランド                                                   | ジャマイカ                                                         | シドニー（オーストラリア）                 |
| 第9回  | 1995年 | オーストラリア                                                     | ニュージーランド                                                   | 南アフリカ                                                         | バーミンガム（イングランド）               |
| 第10回 | 1999年 | オーストラリア                                                     | ニュージーランド                                                   | イングランド                                                       | クライストチャーチ（ニュージーランド）     |
| 第11回 | 2003年 | ニュージーランド                                                   | オーストラリア                                                     | ジャマイカ                                                         | キングストン（ジャマイカ）                 |
| 第12回 | 2007年 | オーストラリア                                                     | ニュージーランド                                                   | ジャマイカ                                                         | オークランド（ニュージーランド）           |
| 第13回 | 2011年 | オーストラリア                                                     | ニュージーランド                                                   | イングランド                                                       | シンガポール                               |
| 第14回 | 2015年 | オーストラリア                                                     | ニュージーランド                                                   | イングランド                                                       | オーストラリア・シドニー                   |
| 第15回 | 2019年 | ニュージーランド                                                   | オーストラリア                                                     | イングランド                                                       | リヴァプール（イングランド）               |
| 第16回 | 2023年 | オーストラリア                                                     | イングランド                                                       | ジャマイカ                                                         | ケープタウン（南アフリカ共和国）           |
| 第17回 | 2027年 |                                                                    |                                                                    |                                                                    | オーストラリア・シドニー                   |

第12回はフィジーのスバで開催される予定だったが2006年12月にフィジーでクーデターが発生したため、ニュージーランドのオークランドで開催されることになった。